# Retten i Sønderborg

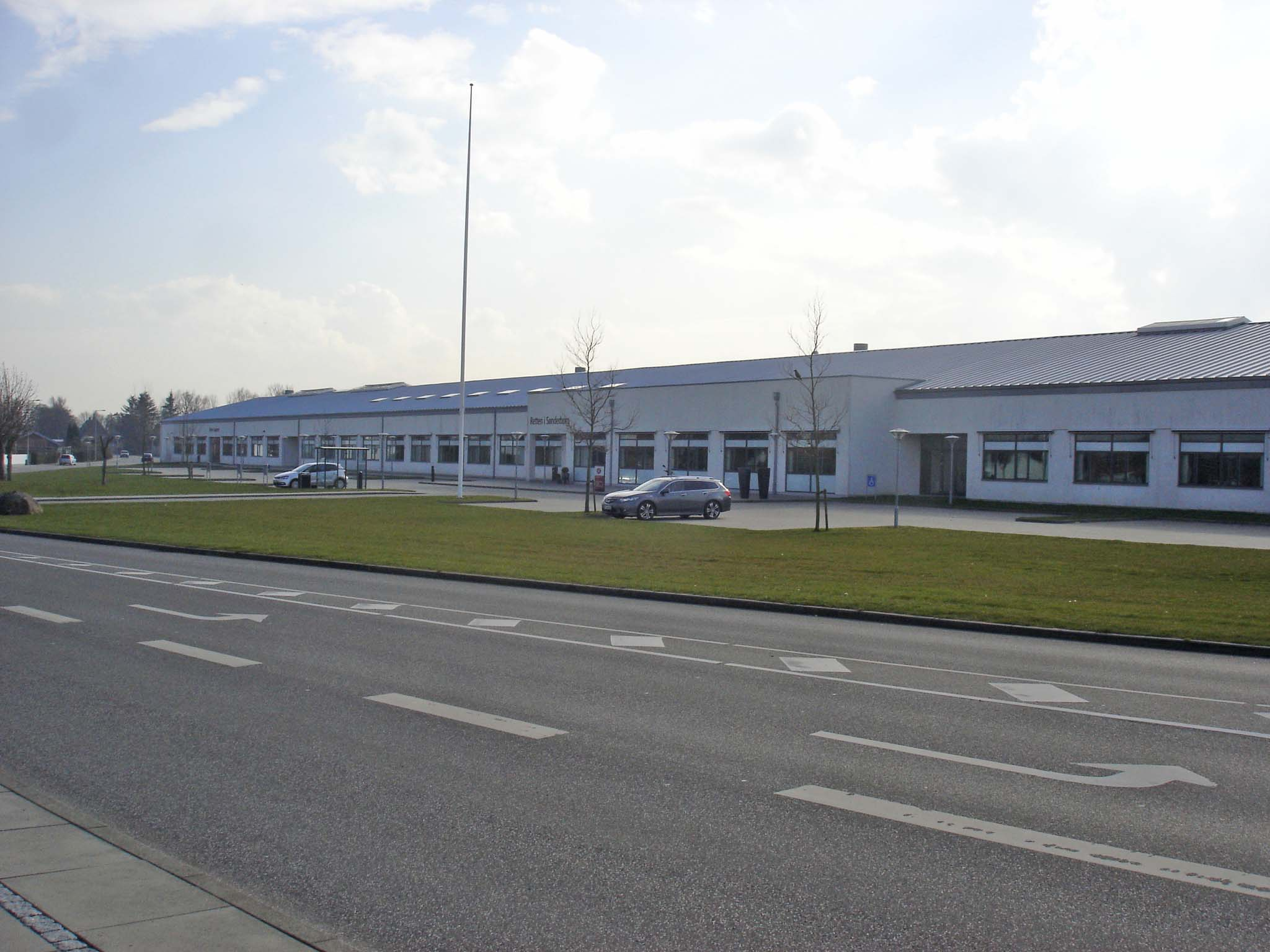
Gebäude des Retten i Sønderborg

Das Retten i Sønderborg ist ein dänisches Bezirksgericht (Byret) mit Sitz in Sonderburg.

## Geschichte
Eingangsgericht in Sonderburg war von 1867 bis 1919 das preußische Amtsgericht Sonderburg. 1919 wurde der Sprengel des Amtsgerichts Sonderburg dänisch und die Geschichte des Amtsgerichts Sonderburg endete. In Dänemark wurde mit Gesetz vom 28. Juni 1920 das Retten i Sønderborg eingerichtet. Die Gerichtsorganisation in Dänemark war mit Gesetz vom 11. April 1916 neu organisiert worden und wurde nun auf Nordschleswig erweitert.
1972 wurde die Zahl der Bezirksgerichte von 104 auf 82 reduziert. Dabei wurden unter anderem die Gerichte in Apenrade, Gravenstein, Tondern, Hadersleben und Rödding aufgelöst. Die Sprengel der Gerichte Retten i Aabenraa, Retten i Gråsten und Retten i Tønder kamen vollständig, die Sprengel der Gerichte Retten i Haderslev und Retten i Rødding überwiegend zum Retten i Sønderborg.
Das Gericht ist dem Vestre Landsret (westliches Landgericht) und dieses dem Højesteret nachgeordnet.